# Segarcea-Deal
Segarcea-Deal – wieś w Rumunii, w okręgu Teleorman, w gminie Segarcea-Vale. W 2011 roku liczyła 1189 mieszkańców.